# Centre d'études et de recherches économiques sur l'énergie
Le Centre d'études et de recherches économiques sur l'énergie (Ceren) est un GIE français qui analyse les besoins en énergie. 

## Membres
Ses membres sont l'Agence de l'environnement et de la maîtrise de l'énergie (ADEME) et les gestionnaires de réseau qui assurent le transport et la distribution du gaz et de l’électricité : Enedis, GRDF, RTE, GRTgaz.

## Activités
Le CEREN produit des analyses sur les évolutions du marché de la demande en énergie en France, dans les secteurs industriel, résidentiel et tertiaire. Il s'appuie notamment sur des enquêtes et recensements de l'Insee, et sur des enquêtes qui lui sont propres. Il organise des formations en matière de performance énergétique.
Parmi les enquêtes menées par le CEREN, celle publiée le 10 octobre 2017 pointe les défauts de l'éclairage dans les bureaux.